# Jalovec
Jalovec är ett berg i juliska alperna i nordvästra Slovenien. Med sina 2 645 meter är det ett av de högsta bergen i bergskedjan. 